# Ormanov Potok
Ormanov Potok je naseljeno mjesto u općini Fojnica, Federacija Bosne i Hercegovine, BiH.
Nalazi se oko 2 kilometra sjeveroistočno od Fojnice.

## Stanovništvo
Nacionalni sastav stanovništva 1991. godine, bio je sljedeći:
ukupno: 153
- Muslimani - 131
- Hrvati - 21
- ostali, neopredijeljeni i nepoznato - 1

### 2013.
Nacionalni sastav stanovništva 2013. godine, bio je sljedeći:
ukupno: 155
- Bošnjaci - 145
- Hrvati - 9
- ostali, neopredijeljeni i nepoznato - 1

## Vanjske poveznice
- Satelitska snimka  Arhivirana inačica izvorne stranice od 4. ožujka 2021. (Wayback Machine)